# Fucsina ácida

Fucsina ácida.

La fucsina ácida (también llamada Violeta Ácida 19 y C.I. 42685) es un colorante acídico magenta cuya fórmula química es C20H17N3Na2O9S3. La fucsina ácida se utiliza en histología, en las tinciones de Van Gieson,  de Gram - y en la tricrómica de Masson. Este método se utiliza frecuentemente en secciones de tejidos animales para distinguir entre el músculo y el colágeno.

## Resultados
Utilizando fucsina ácida, el músculo se tiñe de rojo, y el colágeno de verde o azul, dependiendo del colorante que se seleccione.
- Colágeno: Azul oscuro.
- Musculatura: Anaranjado
- Cromatina Rojo, amarillo opaco.